# Eugene Parker
Eugene Newman Parker (Houghton, 10 de junho de 1927 – 15 de março de 2022) foi um astrofísico estadunidense.
Graduado em física pela Michigan State University em 1948 e doutorado pelo Instituto de Tecnologia da Califórnia em 1951. Ficou conhecido por ter desenvolvido, em meados da década de 1950, a teoria do vento solar super-sônico, e por ter previsto o formato de espiral de Parker nos campos magnéticos solares fora do sistema solar. Em 2017, a sonda espacial Solar Probe Plus foi renomeada em homenagem a Parker pelo seu exímio trabalho na área.

## Morte
Parker morreu em 15 de março de 2022, aos 94 anos de idade.

## Prémios e honrarias
- 1969 -Henry Norris Russell Lectureship
- 1969 - Medalha Arctowski
- 1978 - Prêmio George Ellery Hale
- 1979 e 1985 - Medalha Chapman
- 1989 - Medalha Nacional de Ciências[2]
- 1990 - Medalha William Bowie[3]
- 1990 - Medalha Karl Schwarzschild
- 1992 - Medalha de Ouro da Royal Astronomical Society[4]
- 1997 - Medalha Bruce[5]
- 2003 - Prémio Kyoto[6]
- 2003 - Prêmio James Clerk Maxwell de Física do Plasma
- 2017 - a NASA decide renomear o projeto de sua sonda solar para "Parker Solar Probe" em sua homenagem.

## Ligações externa
- Media relacionados com Eugene Parker no Wikimedia Commons